# 다 데르가 여관의 파괴
〈다 데르가 여관의 파괴〉(아일랜드어: Togail Bruidne Dá Derga)는 아일랜드 신화에서 얼스터 대계에 속하는 이야기 중 하나이다. 고대 아일랜드어 및 중세 아일랜드어 필사본 세 점에 보존되어 전하고 있다. 아르드리 에테르스켈 모르의 아들 코나러 모르가 기아스를 어긴 탓에 다 데르가 여관에서 살해되는 이야기이다.

## 줄거리
코나러는 이미 기아스를 몇 개 어긴 상태였는데, 그 상태로 해안을 따라 아일랜드 남부로 이동하고 있었다. 어느 날 밤 다 데르가의 여관에 묵으려고 여관으로 가는데, 붉은 옷을 입고 붉은 말을 탄 남자 세 명이 자기 일행보다 먼저 여관에 들어가는 것을 보았다. 코나러는 이 세 남자가 자기를 앞질러 붉은 남자의 집("다 데르가"란 "붉은 신"이라는 뜻이다)에 들었고, 자신의 기아스 하나가 또 어겨졌음을 깨닫는다. 과거 코나러는 돈드 데사의 죄를 물어 그를 알바(스코틀랜드)로 추방했는데, 그의 세 아들은 브리튼의 왕과 연합하여 아일랜드를 치러 왔다. 그들은 다 데르가 여관을 공격했고, 세 차례에 걸쳐 불을 지르려 했으나 방어자들은 세 차례 모두 불을 껐다. 코나러의 대전사 막 케크트와 울라 영웅 코날 케르나크는 코나러를 보호했는데, 코나러는 무기를 가지러 가는 길에 적을 6백 명 죽이고 무기를 들고 나서 또다시 적을 6백 명 죽였다. 기아스를 어긴 것으로 인하여 그는 저주의 갈증에 시달렸으나, 모든 물이 불을 끄는 데 사용되어 마실 물이 없었다. 막 케크트가 코나러의 잔을 들고 물을 뜨러 온 에린 땅을 돌아다녔으나 모든 강이 그에게 물을 주기를 거부했다. 막 케크트가 간신히 물을 떠서 돌아왔으나 바로 그 순간 두 남자가 코나러를 잡고 그 목을 베었다. 막 케크트는 그 둘을 쳐죽였다. 코나러의 잘린 머리는 막 케크트가 떠온 물을 마시고 그를 찬양하는 노래를 불렀다. 그 뒤로도 싸움은 3일 밤낮이 더 이어졌고, 막 케크트도 죽었으나 코날 케르나크는 탈출했다.